# Monòxid de niobi

El monòxid de niobi és el compost inorgànic amb la fórmula NbO. És un sòlid gris amb conductivitat metàl·lica.
NbO adopta una estructura cúbica inusual, similar a l'estructura de la sal de roca, però amb alguns àtoms que falten en comparació amb ella, de manera que tant els àtoms de niobi com d'oxigen tenen geometries de coordinació plana quadrada. Els centres de niobi estan disposats en octaedres i hi ha una similitud estructural amb els grups de niobi octaèdrics dels halogenurs inferiors de niobi. En NbO, la longitud de l'enllaç Nb-Nb és de 298 pm, en comparació amb les 285 pm del metall. Un estudi de l'enllaç conclou que existeixen enllaços forts i gairebé covalents entre els centres metàl·lics.
És un superconductor amb una temperatura de transició d'1,38 K. S'utilitza en condensadors on es forma una capa de Nb₂O5 al voltant dels grans de NbO com a dielèctric.
NbO es pot preparar per reducció de Nb₂O5 per H₂. Més típicament, es prepara per comproporcionació :
Nb₂O5 + 3 Nb → 5 NbO